# Attawahi (huyện)
Huyện Attawahi là một huyện thuộc tỉnh `Adan, Yemen. Đến thời điểm năm 2003, huyện này có dân số 52984 người